# 칼 구스타브 무반동총

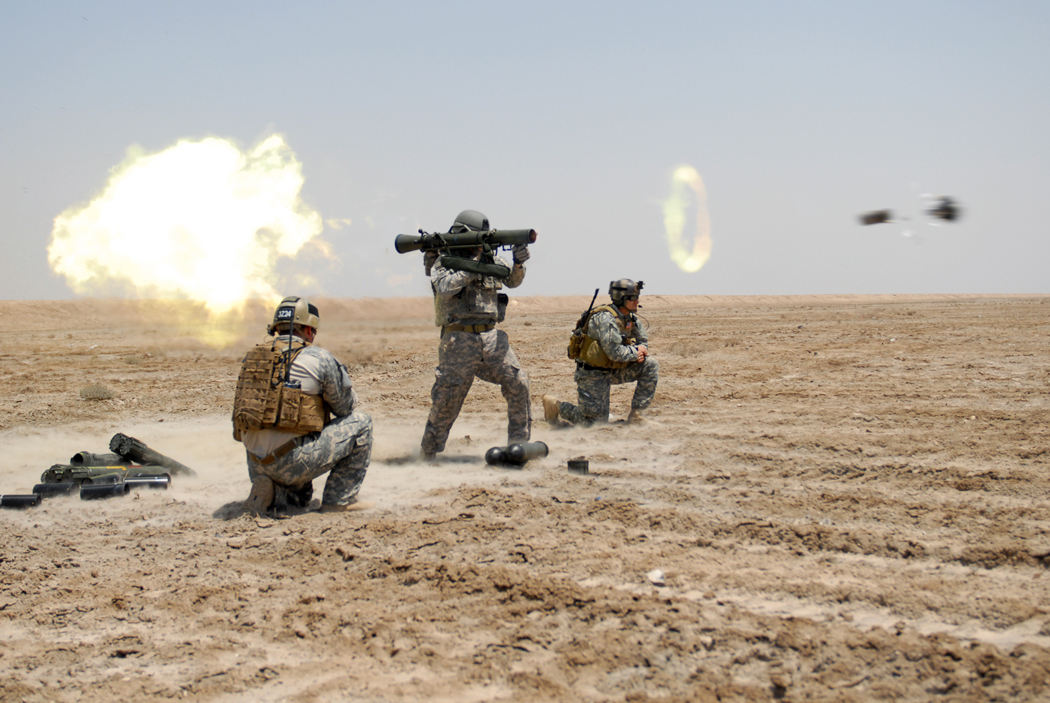
2009년 이라크에서 칼 구스타브 M3를 발사중인 미특수부대

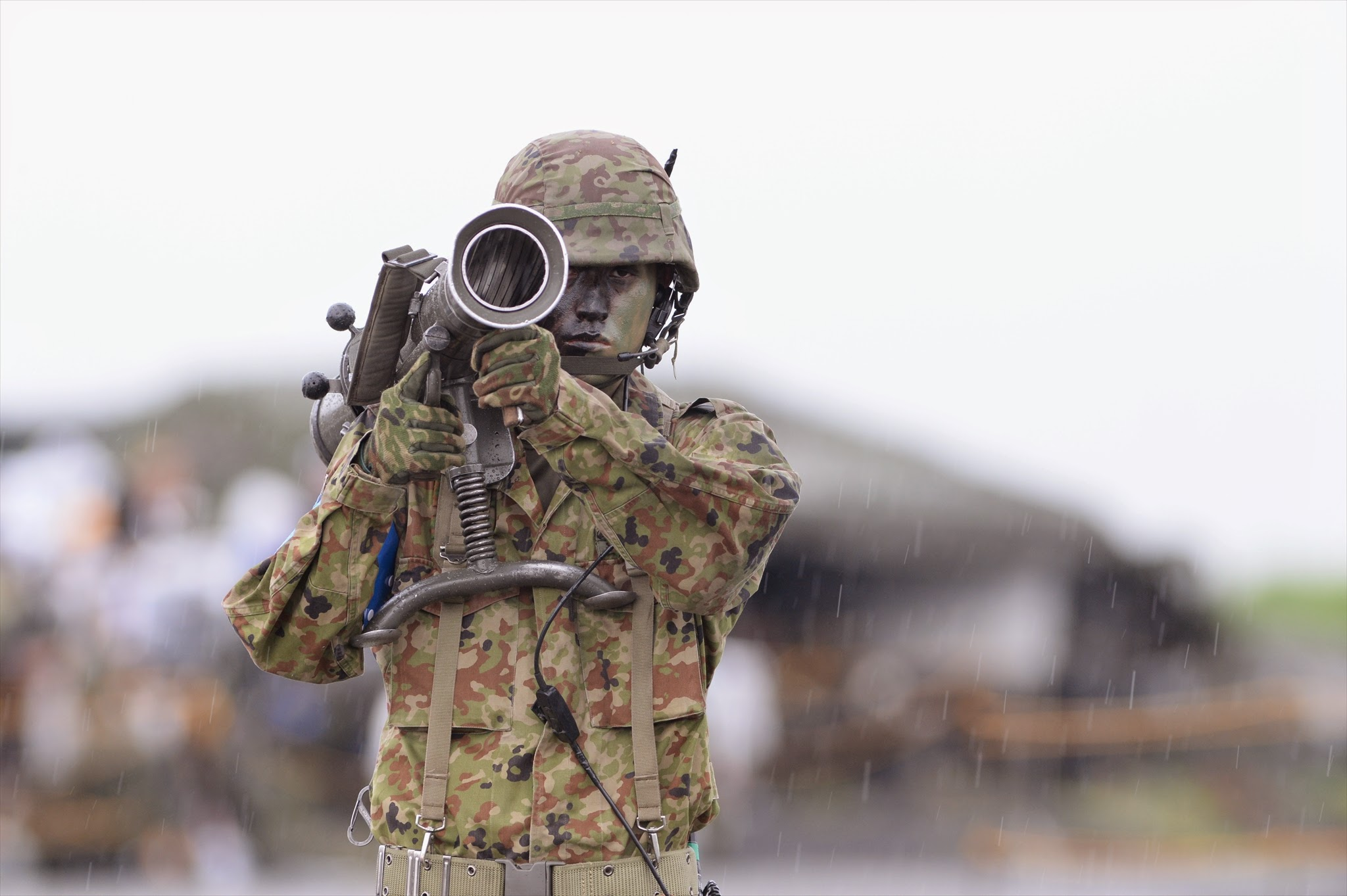
2014년 일본 육상자위대의 칼 구스타브 M3

칼 구스타브 무반동총은 스웨덴 사브가 생산하는 84 mm 무유도 대전차 로켓이다.

## 역사
1948년부터 생산된 전세계 베스트셀러 무기이다.
미국 육군 특수부대 제75레인저연대 등에서 사용하는 것으로 유명하다.
일본은 칼 구스타브 M2를 라이센스 생산해서 육상 자위대가 사용했다. 현재는 퇴역하고 3세대 대전차 유도탄인 01식 대전차유도탄로 교체했다.
2014년 사브사는 칼 구스타브 M4를 발표했다. M2는 14 kg이나 되었는데 M4는 7 kg으로 무게가 절반으로 대폭 줄었다. 공산권의 RPG-7이 7 kg이다.
2019년 현재 미국 육군, 해병대는 스웨덴 사브의 84 mm AT4 대전차 로켓을 사용한다. 칼 구스타브 M4 보다 가볍고, 1인이 휴대할 수 있다.
미국의 3세대 대전차 유도탄 FGM-148 재블린은 미사일 한발에 2억원인데, 칼 구스타브는 한발에 60만원밖에 안한다. 공산권의 유사무기로는 RPG-7이 매우 유명하다.

## 파생형
- M1, 개발 1946년
- M2, 개발 1964년, 무게 14.2 kg
- M3, 개발 1991년, 무게 10 kg, 일본 라이센스 생산
- M4, 개발 2014년, 무게 7 kg

## 비교
| 무기           | 직경  | 총구속도 | 탄두         | 관통력 | 유효사거리 | 조준경 |
| -------------- | ----- | -------- | ------------ | ------ | ---------- | ------ |
| M67            | 90 mm | 213 m/s  | 3.06 kg HEAT | 350 mm | 400 m      | 3×     |
| M2 칼 구스타브 | 84 mm | 310 m/s  | 1.70 kg HEAT | 400 mm | 450 m      | 2×     |
| LRAC F1        | 89 mm | 300 m/s  | 2.20 kg HEAT | 400 mm | 600 m      | N/A    |
| RPG-7          | 93 mm | 120 m/s  | 2.60 kg HEAT | 500 mm | 500 m      | 2.5×   |
| B-300          | 82 mm | 280 m/s  | 3.00 kg HEAT | 400 mm | 400 m      | N/A    |

## 같이 보기
- 한국형 대전차 로켓